# Timberlane (Louisiane)
Pour les articles homonymes, voir Timberlane.
Timberlane est une census-designated place de la paroisse de Jefferson, en Louisiane, aux États-Unis,. 

## Démographie
| Groupe            | Timberlane | Louisiane | États-Unis |
| ----------------- | ---------- | --------- | ---------- |
| Blancs            | 51,3       | 62,6      | 72,4       |
| Afro-Américains   | 35,5       | 32,0      | 12,6       |
| Asiatiques        | 5,7        | 1,6       | 4,8        |
| Autres            | 4,2        | 1,5       | 6,4        |
| Métis             | 2,9        | 1,6       | 2,9        |
| Amérindiens       | 0,5        | 0,7       | 0,9        |
| Total             | 100        | 100       | 100        |
|                   |            |           |            |
| Latino-Américains | 11,6       | 4,3       | 16,7       |

Selon l'American Community Survey, pour la période 2011-2015, 73,58 % de la population âgée de plus de 5 ans déclare parler anglais à la maison, alors que 12,88 % déclare parler l'espagnol, 7,07 % le vietnamien, 2,96 % l'arabe, 2,03 % français, 0,70 % une langue africaine et 0,78 % une autre langue.